# 開羅五邊形鑲嵌
在幾何學中，開羅五邊形鑲嵌是一種平面鑲嵌，其為半正鑲嵌扭稜正方形鑲嵌的對偶鑲嵌，密鋪於歐氏平面，其名為「開羅」是因為這種幾何圖形經常在埃及開羅的街道上出現，是15種已知的等面五邊形鑲嵌之一。
康威將之稱為4-fold pentille。
它也被稱為麥克馬洪網格（MacMahon's net），出於珀西亞歷山大麥克馬洪1921年出版的《New Mathematical Pastimes》。

## 在化學中
五邊石墨烯的化學結構與開羅五邊形鑲嵌接近這種形態建基於分析和模擬，在2014年被提出。進一步的計算顯示純粹以此形態存在的碳是不穩定的，但將其氫化後可變得穩定。由於其結構，它罕見地具有負值蒲松比，強度相信比石墨烯高，且據預測它能在高達1000K時仍為化學穩定。

## 延伸阅读
- Grünbaum, Branko ;  and Shephard, G. C. . New York: W. H. Freeman. 1987. ISBN 0-7167-1193-1. (Chapter 2.1: Regular and uniform tilings, p.58-65) (Page 480, Tilings by polygons, #24 of 24 polygonal isohedral types by pentagons)
- Williams, Robert. . Dover Publications, Inc. 1979: 38. ISBN 0-486-23729-X.
- Wells, David, The Penguin Dictionary of Curious and Interesting Geometry. London: Penguin, p. 23, 1991.

## 外部連結
- 埃里克·韦斯坦因. . MathWorld.
- Defining a cairo type tiling